# Caloptilia oriarcha
Caloptilia oriarcha là một loài bướm đêm thuộc họ Gracillariidae. Nó được tìm thấy ở Peru.